# Афтер-шоу

Афтершоу «Talking Dead», присвячене виходу нового епізоду «І мертві підуть», 2018 рік

Афтер-шоу (англ. aftershow або after-show, «після-шоу») — тематичне ток-шоу, що транслюється наживо одразу після показу певної телевізійної передачі (телешоу) і присвячене обговоренню цієї передачі.
Формат афтер-шоу виник у середині 2000-х років на канадському каналі MTV в передачі, яка так і називалася — «The After Show». Відповідно до початкового задуму, формат афтер-шоу використовувався для обговорення програм без сценарію, таких як реаліті-шоу тощо.
У 2010-х роках американські розважальні канали почали використовувати формат афтер-шоу здебільшого для обговорення окремих епізодів популярних серіалів. Піонерами в цій галузі стали афтер-шоу кабельної мережі AMC. У 2011 році стартувала популярна передача «Talking Dead», в ефірі якої ведучий Кріс Гардвік із запрошеними гостями обговорюють епізоди серіалу «Ходячі мерці» та (з 2016) його спін-оффу «Бійтеся ходячих мерців» відразу після їхньої прем'єри. Спеціальними гостями до знімання ток-шоу залучаються актори серіалу та члени знімальної команди. Згідно з даними телеканалу AMC, понад половина шанувальників серіалу залишалася біля екранів, аби подивитися й афтер-шоу «Talking Dead».